# Estádio Municipal Papa Francisco
O Estádio Municipal Papa Francisco, anteriormente chamado Estádio Municipal de Fátima, é um estádio situado na cidade de Fátima, no concelho de Ourém, Portugal, que, a par com o Estádio Papa João Paulo II, é utilizado pelo Centro Desportivo de Fátima, e possui capacidade para 1 545 espectadores. Foi inaugurado no dia 17 de Agosto de 2005, num jogo realizado entre a equipa local e o Futebol Clube do Porto B, com uma assistência de cerca de 1 500 pessoas.
O Estádio Papa Francisco situa-se na zona periférica urbana da cidade de Fátima e constitui-se como um verdadeiro palco desportivo de alto rendimento para a prática e realização de eventos desportivos, possuindo vários equipamentos para a prática de atletismo (incluindo a uma pista de tartan). O proprietário desta instalação desportiva é a Câmara Municipal de Ourém e a entidade gestora é a empresa municipal Verourém, EEM. Por ocasião da visita de Bento XVI a Portugal e da sua visita ao Santuário de Fátima, o helicóptero que o transportou desde Lisboa até Fátima aterrou no parque de estacionamento do estádio, transformado em heliporto no dia 13 de maio de 2010.
Em 12 de maio de 2017, o Estádio foi rebatizado com o nome de Papa Francisco (até então tinha como nome Estádio Municipal de Fátima) devido à visita da Sua Santidade a Fátima pelo centenário das aparições de Nossa Senhora.